# Riflesso tricipitale
Il riflesso tricipitale  è un riflesso fisiologico che, in condizioni normali,  si ottiene quando il gomito di una data persona viene stimolato.

## Metodica
Una volta che la persona flette il proprio gomito, bisogna percuotere con l'apposito martelletto il tendine del tricipite in vicinanza del gomito, precisamente appena dopo l'olecrano. Il braccio in questione può anche trovarsi abdotto alla spalla.

### Risposta normale
La persona sollecitata in quel preciso punto risponde con una contrazione riflessa del tricipite, estendendo il gomito.

### Risposta anormale
- Assenza di riflesso: per definirla tale bisogna provare prima con più forza, se la manca di riflesso è provata è sintomo di malattie quali spondilite o miopatia.

- Iper-riflesso: (una risposta più veloce o forte di quella considerata normale): indica un potenziale lesione dei neuroni motori superiori.

## Diagnosi correlate
Se la distensione è parzialmente diminuita o assente può essere sintomatologia di sindromi o dolori cervicali.